# Hydriris angustalis
Hydriris angustalis là một loài bướm đêm trong họ Crambidae.